# Илко Йорданов
Илко Димитров Йорданов е български инженер, офицер, бригаден генерал.

## Биография
Роден е на 14 април 1961 г. в Горна Оряховица. Има брат Пламен Йорданов, който също е бригаден генерал. През 1979 г. завършва СПТУ по машиностроене в родния си град. През 1983 г. завършва випуск „Родопски – 1983“ на Висшето народно военно училище във Велико Търново със специалност „мотострелкови войски“ излиза като инженер по експлоатация на АТТ. Започва военната си служба като командир на взвод. От 1981 до 1991 г. е командир на рота, а след това за 1 година е началник-щаб на батальон. Между 1992 и 1995 г. е командир на батальон. Завършва Военната академия в София през 1997 г. Назначен е за командир на отделен представителен батальон. В периода 2001 – 2003 е командир на гвардейски полк. От 2003 до 2008 г. е началник-щаб на Националната гвардейска част, а след това до 2016 г. е неин заместник-командир.
С указ от 5 декември 2016 г. е назначен за началник на Националната гвардейска част и е удостоен с висше офицерско звание бригаден генерал, считано от 12 декември 2016 г.
С указ № 60 / 2019 г бригаден генерал Илко Димитров Йорданов е освободен от длъжността командир на Националната гвардейска част и от военна служба, считано от 14 април 2019 г. 
На 10 май 2019 г. е награден с Почетен знак на Президента на Република България.

## Образование
- СПТУ по машиностроене, Горна Оряховица – до 1979
- Висшето народно военно училище, мотострелкови войски – 1979 – 1983
- Военна академия „Г.С.Раковски“ – до 1997

## Военни звания
- Лейтенант (1983)
- Бригаден генерал (12 декември 2016)

## Награди
- Почетен знак на МО „Свети Георги“ – II степен;
- Награден знак – „За вярна служба под знамената – III степен“
- Награден знак – „За отлична служба – I степен“
- Почетен знак на Президента на Република България (2019)